# 아스페르길루스 니게르
아스페르질루스 니게르(학명: Aspergillus niger)는 자낭균류 Aspergillus속의 한 곰팡이로, 구연산, 글루콘산 등, 많은 물질을 만드는 데 쓰이는 곰팡이다.